# Adviescollege Dialooggroep Slavernijverleden
Het Adviescollege Dialooggroep Slavernijverleden was een Nederlands adviescollege dat in juni 2020 werd ingesteld door het Ministerie van Binnenlandse Zaken en Koninkrijksrelaties. Het had tot taak het opzetten van een maatschappelijke dialoog rondom het Nederlandse slavernijverleden en de doorwerking daarvan in de hedendaagse samenleving.
Met de instelling van dit adviescollege poogde de regering om te waarborgen dat er onafhankelijk van de overheid een dialoog gevoerd kan worden over het Nederlandse slavernijverleden en de doorwerking daarvan in de hedendaagse samenleving.
Het adviescollege was een eenmalig adviescollege en werd conform afspraak na oplevering van het eindrapport opgeheven per 1 september 2021.

## Samenstelling
Het adviescollege bestond uit de volgende leden:
- Dagmar Oudshoorn (voorzitter per 14 januari 2021)
- Edgar Davids
- Lilian Gonçalves-Ho Kang You
- Hannie Kool-Blokland
- Glenn de Randamie (ook bekend als artiest Typhoon)
- Ruben Severina

Frits Goedgedrag was van 1 juli 2020 tot januari 2021 voorzitter van het adviescollege. Goedgedrag liet moest echter afzien van deze functie omdat hij vanwege de toen geldende coronamaatrdegelen niet vanuit zijn woonplaats op Aruba naar Nederland kon reizen waardoor hij zijn werkzaamheden als voorzitter niet goed in kon vullen. De ministerraad benoemde daarna op voorstel van minister Ollongren van Binnenlandse Zaken en Koninkrijksrelaties Dagmar Oudshoorn als nieuwe voorzitter van het adviescollege.

## Werkwijze
Het adviescollege heeft bij de aanpak van zijn werkzaamheden een brede benadering gehanteerd waarbij ook de Nederlands-Caribische eilanden betrokken zijn. Het adviescollege sprak onder andere met vertegenwoordigers van diverse belangenorganisaties, maatschappelijke sectoren, de jeugd en diverse groeperingen uit de samenleving. Tevens werd er een publiekscampagne opgezet, een burgerpanel geraadpleegd en wetenschappelijke deskundigen werden gevraagd om een bijdrage te leveren aan de verschillende onderdelen van het slavernijverleden.

## Eindrapport'Ketenen van het Verleden'
Op 1 juli 2021 - op Ketikoti - presenteerde het adviescollege haar eindrapport 'Ketenen van het Verleden'. Hierin adviseerde het adviescollege dat de Nederlandse Staat over moet gaan tot erkenning, excuses en herstel voor het slavernijverleden. Ook adviseerde het adviescollege dat Nederland moet erkennen dat de slavernij en slavenhandel misdrijven tegen de menselijkheid waren en inzien dat de gevolgen van het slavernijverleden nog altijd voelbaar zijn. Verder adviseerde de adviescollege dat het kabinet opdracht zou geven aan een nationaal onderzoek naar het slavernijverleden en dat 1 juli (Ketikoti) een nationale herdenkingsdag moet worden. Het adviescollege adviseerde dat de koning en het kabinet daarbij aanwezig zijn als erkenning dat "het slavernijverleden het hele land aangaat".
Daarnaast adviseerde het adviescollege dat er een Nationaal Slavernijmuseum opgericht moet worden waarin op ruime en toegankelijke wijze het slavernijverleden en de doorwerking daarvan worden getoond. Ook adviseerde men dat het onderwijs over het slavernijverleden op alle niveaus in het curriculum wordt verankerd. Verder deed het adviescollege aanbevelingen op het gebied van de aanpak van institutioneel racisme op met name de arbeidsmarkt, de woningmarkt, het onderwijs en bij de politie.
Om de gevolgen van het slavernijverleden aan te pakken stelt het adviescollege tevens dat er geld vrij moet worden gemaakt voor herstelbeleid via een herstelfonds. De Caribische landen en Suriname moeten volgens het adviescollege mee kunnen denken over hoe dat herstelbeleid eruit komt te zien. Het adviescollege liet ook onderzoek doen naar herstelbetalingen, maar concludeerde dat het daarvoor te lang geleden is en dat er geen juridische grondslag voor is.
Het adviescollege markeerde 2023 als een belangrijk jaar. Op 1 juli 1873 werden de voormalige slaven in Suriname definitief vrij van werken op de plantages. In 1863 was de slavernij in Suriname formeel afgeschaft, maar volgde een periode van tien jaar staatstoezicht. Op Curaçao, Aruba, Bonaire, Sint Maarten, Saba en Sint Eustatius bestond geen staatstoezicht. Minister Kasja Ollongren van Binnenlandse Zaken en Koninkrijksrelaties nam het rapport in ontvangst en stelde dat het rapport van het adviescollege een eerste belangrijke stap was in richting van bredere erkenning en inbedding van het gedeelde verleden.